# Charles Guérin
Charles Guérin (29. december 1873-17. marts 1907) var en fransk digter.
Guérin udgav en kritisk studie Georges Rodenbach (1894) samt en række digtsamlinger, hvoraf kan nævnes: Fleurs de neige (1893), Joies grises (1894), Le sang des crépuscules (1895), Le cœur solitaire (1898), L'Éros funèbre (1900), og L'homme intérieur (1905).